# حلا عمران
حلا عمران (1971 -) هي ممثلة ومغنية سورية.

## حياتها
ولدت عمران في دمشق عام 1971 لعائلة تعود أصولها لمدينة طرطوس السورية، وانضمت للمعهد العالي للفنون المسرحيّة في دمشق عام 1990 وتخرجت منه عام 1994، كما درست الصيدلة لمدة 4 سنوات دون أن تكمل، وواصلت تدريبها المسرحي مع بعض الشخصيات المسرحية مثل الكاتب والمخرج المسرحي الإيطالي يوجينيو باربا، والممثلة والمخرجة السينمائية الفرنسية أريان منوشكين.
خريجة المعهد العالي للفنون المسرحية قسم التمثيل في دمشق، وتقيم في فرنسا منذ 2007. شاركت بالعديد من المسلسلات التلفزيونية ثم إنتقلت للعمل السينمائي وشاركت في العديد من الأفلام منها باب الشمس وصندوق الدنيا.
شاركت في العديد من المسلسلات السورية، ولعبت أدواراً مسرحيّة بارزة منها دور «نينا» في مسرحيّة النورس لتشيخوف، ودور «ميديا» في مسرحية آي ميديا للكاتب والمخرج الكويتي سليمان البسام، إضافة لعملها مع مدراء المسارح ومصمّمي الرقصات وتعاونها مع عدة ملحنين وموسيقيين منهم المغني الفلسطيني منعم عدوان والمؤلف والباحث الموسيقي اللبناني عبد قبيسي.

## أعمالها
بعض من أعمال حلا عمران:

### المسلسلات
- (2015) وجوه وأماكن – شخصية أم موفق.
- (2001) أبيض أبيض.
- (1999) أين الطريق – شخصية هدى.
- (1999) حي المزار –  شخصية وفاء.
- (1996) اخوة التراب ج1 – شخصية هدى.
- (1996) مدير بالصدفة.
- (1995) نهارات الدفلي.
- (1995) يوم بيوم.

### الأفلام
- (2005) تحت السقف.
- (2004) باب الشمس: الرحيل – شخصية شمس.
- (2004) باب الشمس: العودة – شخصية شمس.
- (2002) صندوق الدنيا.
- (1997) البحث عن هوية.

### المسرحيات
- (1998) أحدب نوتردام.
- (2021) آي ميديا – شخصية ميديا.

## الجوائز
نالت جائزة أفضل ممثلة عن دورها في مسرحية آي ميديا في مهرجان قرطاج بتونس بدورته الـ22، وفي مهرجان القاهرة الدولي للمسرح التجريبي لعام 2021. وكذلك عن دورها في عرض صمت في مهرجان قرطاج بتونس بدورته ال٢٤ عام ٢٠٢٣